# Muirhead (North Lanarkshire)
Pour les articles homonymes, voir Muirhead.
 (janvier 2024).
Muirhead est un village situé dans le North Lanarkshire, en Écosse.

## Personnalités
- Sally Carr (1945), chanteuse.